# عبدالمجید یکم
عبدالمجید یکم (به ترکی عثمانی: عبدالمجید اول) (۲۳/۲۵ آوریل ۱۸۲۳ – ۲۵ ژوئن ۱۸۶۱) سی و یکمین سلطان امپراتوری عثمانی بود. وی فرزند سلطان محمود دوم و بزم عالم والده سلطان بود.
وی در ۲ ژوئیهٔ ۱۸۳۹ میلادی جانشین پدرش سلطان محمود دوم شد. اهمیت دوران عبدالمجید به‌دلیل ظهور جنبش‌های ملی‌گرایانه در سرزمین‌های عثمانی بود. او تلاش بسیاری کرد تا موضوع عثمانی‌گرایی را تقویت کند تا با جنبش‌های قوم‌گرایی درون امپراتوری عثمانی مقابله نماید، اما به‌رغم کوشش‌هایش برای ادغام غیرمسلمانان و غیرترکان درون امپراتوری، نتوانست کاری از پیش ببرد. وی سعی بسیاری کرد تا با قدرت‌های بزرگ اروپای غربی، مانند انگلستان و فرانسه، که در نبرد کریمه علیه روسیه با عثمانی همکاری کرده‌بودند، اتحاد ایجاد کند. در پی آن، در کنگرهٔ پاریس در ۳۰ مارس ۱۸۵۶، امپراتوری عثمانی به جمع خانوادهٔ ملت‌های اروپایی اضافه شد و از دیگر دستاوردهای حکومت سلطان عبدالمجید یکم، تعقیب دورهٔ تنظیمات بود که توسط پدرش محمود دوم پایه‌گذاری شده‌بود. او توانست در سال ۱۸۳۹ به‌طور مؤثری اصلاحات درون امپراتوری عثمانی را آغاز کند.

## نگارخانه

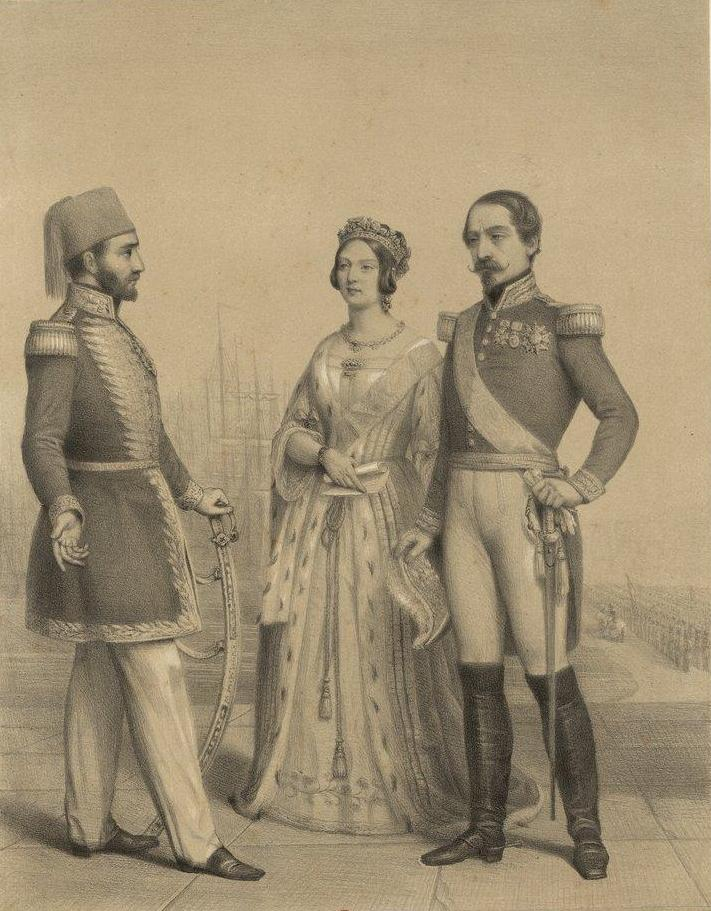
عبدالمجید یکم و ناپلئون سوم امپراتور فرانسه.
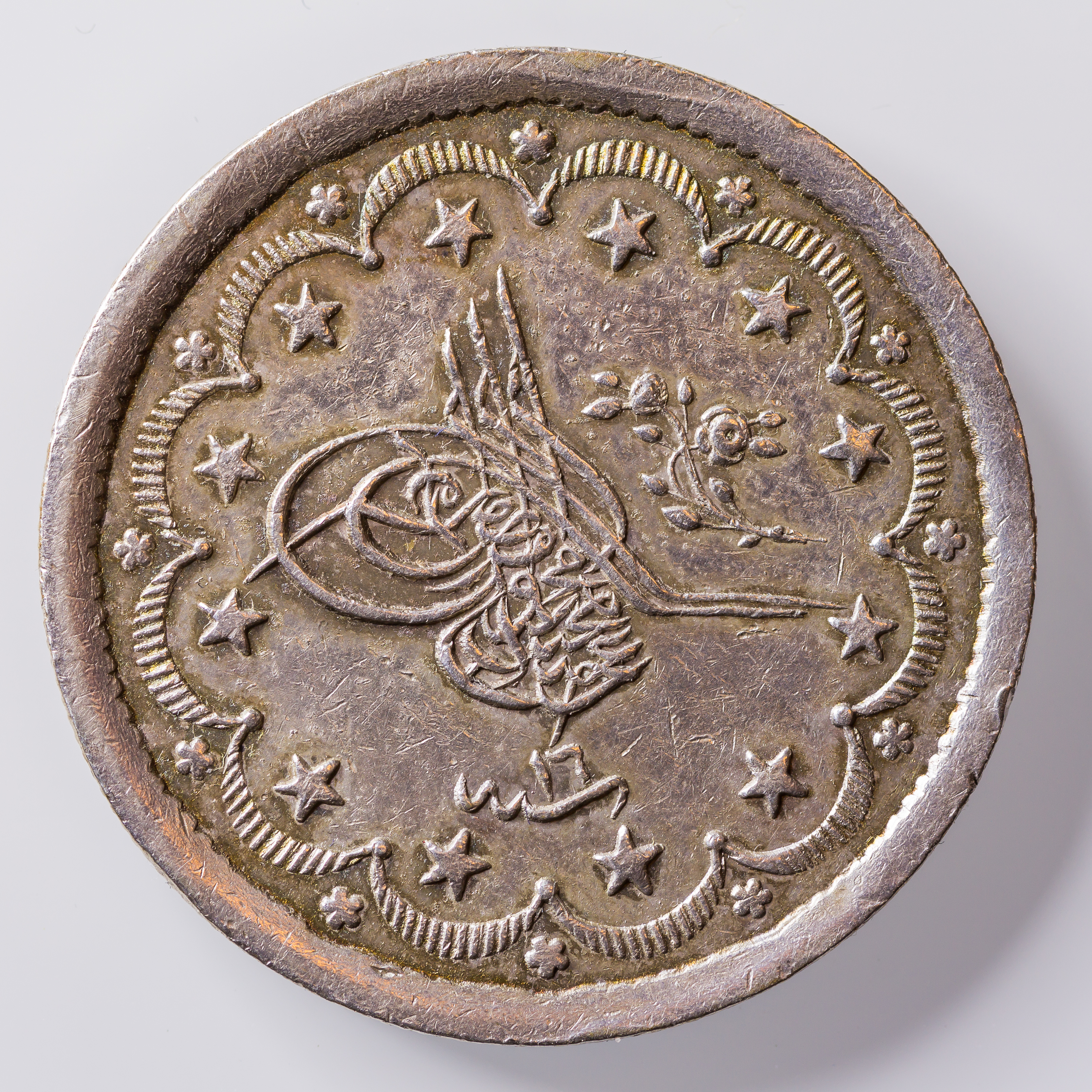
لیره عثمانی. پشت سکه
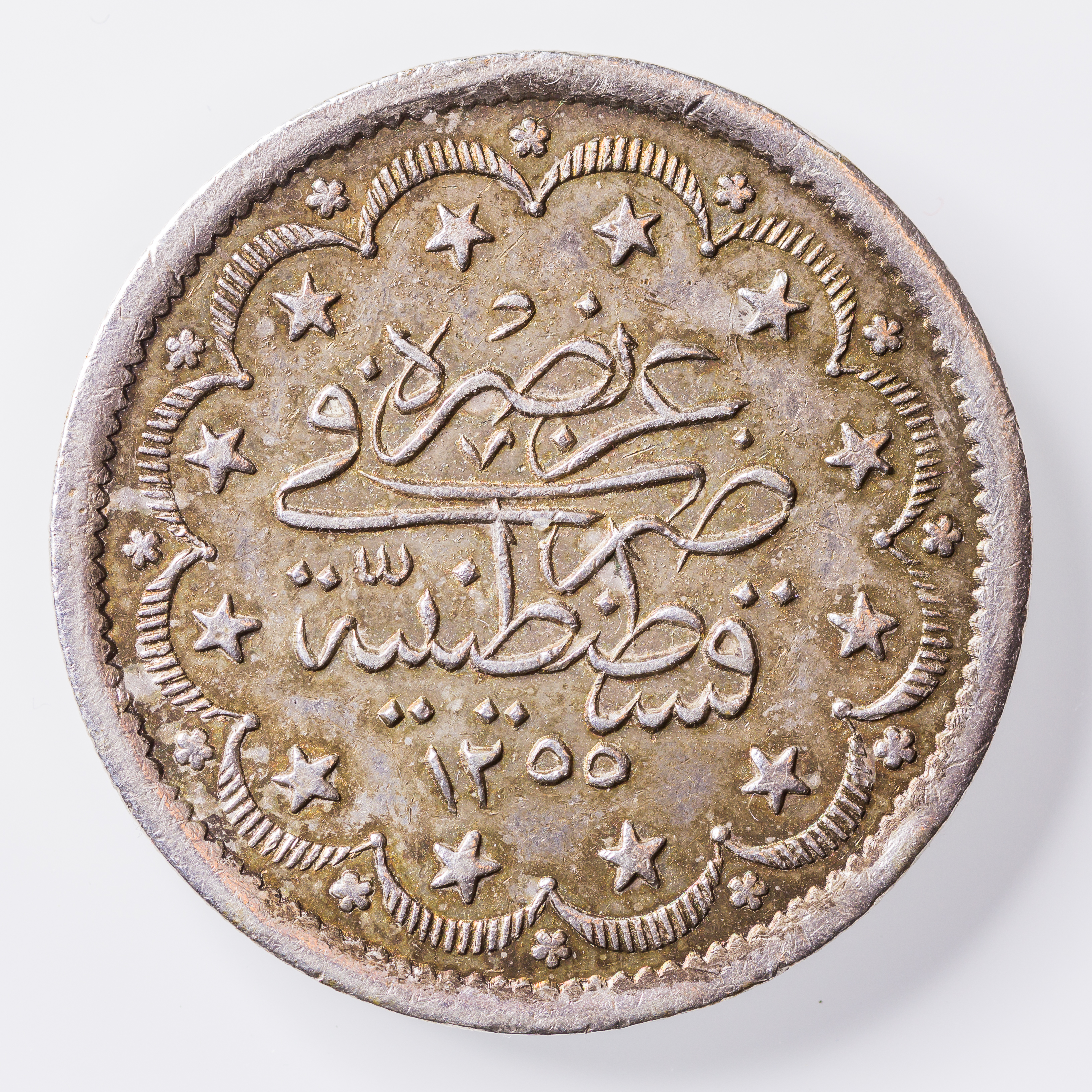
لیره عثمانی. روی سکه